# Undisputed (album de DMX)
Albums de DMX
The Best of DMX
(2010)
Singles
1. I Don't Dance
Sortie : 7 avril 2012
2. Head Up
Sortie : 4 septembre 2012

Undisputed est le septième album studio de DMX, sorti le 11 septembre 2012.
L'album s'est classé 2e au Top R&B/Hip-Hop Albums, 3e au Top Rap Albums, 5e au Top Independent Albums, 19e au Billboard 200 et 23e au Top Digital Albums.

## Liste des titres
| No  | Titre                                     | Auteur            | Contient un (des) sample(s) de                                                          | Durée |
| --- | ----------------------------------------- | ----------------- | --------------------------------------------------------------------------------------- | ----- |
| 1.  | Lookin Without Seein (Intro)              | Elite             |                                                                                         | 0:50  |
| 2.  | What They Don't Know                      | Swizz Beatz       |                                                                                         | 3:42  |
| 3.  | Cold World (featuring Andreena Mill)      | Dame Grease, Snaz | Mother Nature des Temptations I'm Gonna Love You Just a Little More Baby de Barry White | 4:04  |
| 4.  | I Don't Dance (featuring MGK)             | J.R. Rotem        |                                                                                         | 3:30  |
| 5.  | Sucka for Love (featuring Dani Stevenson) | Deezle            |                                                                                         | 4:10  |
| 6.  | I Get Scared (featuring Rachel Taylor)    | Dame Grease       |                                                                                         | 3:55  |
| 7.  | Slippin' Again                            | Bird              |                                                                                         | 3:47  |
| 8.  | Prayer (Skit)                             | X                 |                                                                                         | 1:42  |
| 9.  | I'm Back                                  | Bird              | Loving You the Second Time Around d'Eddie Kendricks                                     | 2:33  |
| 10. | Have You Eva                              | Dame Grease       |                                                                                         | 3:44  |
| 11. | Get Your Money Up                         | Snaggs            |                                                                                         | 2:21  |
| 12. | Head Up                                   | Tronzilla         |                                                                                         | 4:31  |
| 13. | Frankenstein                              | Caviar, G'Sparkz  |                                                                                         | 2:34  |
| 14. | Ya'll Don't Really Know                   | Swizz Beatz       |                                                                                         | 2:38  |
| 15. | I Got Your Back (featuring Kashmere)      | Caviar, G'Sparkz  | Ashley's Roachclip des Soul Searchers                                                   | 3:15  |
| 16. | No Love (featuring Andreena Mill)         | Dame Grease, Snaz |                                                                                         | 3:20  |
| 17. | Already                                   | Divine Bars       |                                                                                         | 3:59  |

| 18. | Fire (featuring Kashmere)           | 3:13 |
| 19. | Fuck U Bitch                        |      |
| 20. | Love That Bitch (featuring Jannyce) | 3:20 |